# ناحية حرستا
ناحية حرستا إحدى نواحي سوريا تتبع إداريّاً لمحافظة ريف دمشق منطقة دوما ومركزها مدينة حرستا، بلغ تعداد سكان الناحية 88,816 نسمة حسب التعداد السكاني لعام 2004.

## تجمعات ناحية حرستا السكانية[2]
| التجمع السكاني | عدد السكان |
| -------------- | ---------- |
| ضاحية الأسد    | 9,858      |
| حرستا          | 68,708     |
| مسرابا         | 5,942      |
| مديرا          | 4,308      |